# Euchalcia decolor
Euchalcia decolor är en fjärilsart som beskrevs av W. Warren 1913. Euchalcia decolor ingår i släktet Euchalcia och familjen nattflyn. Inga underarter finns listade i Catalogue of Life.